# Le Château de la dernière chance
Pour plus de détails, voir Fiche technique et Distribution.
Le Château de la dernière chance est un film français réalisé par Jean-Paul Paulin en 1946, sorti en 1947.

## Résumé
Plutôt que se suicider, mieux vaut faire un séjour à la clinique du professeur Patureau-Duparc. Ce praticien expérimente sur ses clients un sérum qui modifie leur personnalité. Ainsi Yolande et Albert deviennent de nouveaux Roméo et Juliette. Ils finissent par s'épouser après avoir retrouvé leur moi primitif. Leur vie conjugale est alors un enfer et ils accueillent avec joie la proposition d'une nouvelle injection de sérum.

## Fiche technique
- Réalisation : Jean-Paul Paulin, assisté de Anne Labouriau
- Scénario : Henri Troyat
- Adaptation : Henri Troyat, Jean-Paul Paulin
- Dialogues : Henri Troyat
- Décors : Pierre Marquet, assisté de Alfred Marpaux
- Photographie : Marcel Lucien
- Son : Fernand Janisse
- Montage : Renée Guérin, assistée de Suzanne Baron
- Musique : Georges Van Parys - éditions : Salabert
- Opérateur : Pierre Lebon assisté de Paul Andréani et Paul Traxel
- Script-girl : Colette Crochot
- Régisseur général : Robert Guilbert
- Maquillage : Jules Burton
- Les robes sont spécialement créées par Catherine Parel et les chapeaux par Claude Saint-Cyr
- Tirage : Laboratoires L.C.M
- Licence sonore : Western-Electric
- Photographe de plateau : Marcel Soulié
- Tournage et enregistrement dans les studios de Saint-Maurice Gaumont
- Production : Francinalp - Films en coopérative (France)
- Directeur de production : Jean Goiran
- Pays :  France
- Format :Son mono - Noir et blanc
- Durée : 85 minutes
- Genre :Comédie
- Date de sortie : 
  - France - 16 juillet 1947
- Visa d'exploitation : 5166

## Distribution
- Robert Dhéry : Albert Pincelet
- Nathalie Nattier : Yolande
- Jean Marchat : M. Tritonel
- Corinne Calvet : Mme Tritonel
- Pierre Bertin : Le professeur Patureau-Duparc
- Julien Carette : Faustin
- Marguerite Pierry : Mme Boze
- Jacques Sommet : Un client
- Albert Michel : L'habilleur
- Marfa Dhervilly : Une cliente
- Odette Talazac : Une cliente
- Yvonne Moulin : Une cliente
- Danièle Franconville : Une cliente
- Maryse de Brandt : Une cliente
- Luce Fabiole : Le sujet
- Frédéric Mariotti : Un actionnaire
- Guy Rivière
- Cécile Jaffray
- Suzanne Marchelier
- Mireille Ozy
- Yvonne Yma
- Louis de Funès : Le client du bar qui reçoit Yolande dans ses bras ("scène avec N. Nattier et J. Marchat")